# Hans von Gemmingen († 1552)
Hans von Gemmingen († 20. Februar 1552 in Heidelberg) entstammte dem Ast der Velscher der Freiherren von Gemmingen. Er war kurpfälzischer Rat, Burgmann in Oppenheim, Amtmann in Otzberg und Fauth in Heidelberg. Er war der letzte männliche Nachkomme der Velscher und hat sein Mannlehen in ein Erblehen umwandeln lassen, so dass große Teile seines Besitzes nach seinem Tod an seine Tochter Anna († 1577) fielen.

## Leben
Er war einer der Söhne des Philipp von Gemmingen, genannt Schellig († 1520). Beim Tod des Vaters lebten auch noch die Brüder Eberhard und Wilhelm. Hans fiel aus dem väterlichen Erbe das halbe Dorf Stebbach zu. Er wurde Amtmann in Otzberg. Nach dem Aussterben der Gemminger Seitenlinie der Giener im frühen 16. Jahrhundert brachte Hans auch deren Gut in Hilsbach an sich. 1523 bestätigte Pfalzgraf Ludwig V., dass Hans von Gemmingen um die Umwandlung des Stebbacher Mannlehens in ein Erblehen gebeten hat, da er keine Söhne, sondern nur Töchter habe. 1533 war Hans von Gemmingen Burgmann in Oppenheim. Nach dem Tod seines Bruders Eberhard († um 1532) fiel ihm gemeinsam mit seinem Neffen Philipp, Sohn des 1523 bei Landstuhl erschossenen Bruders Wilhelm, ein Haus in Gemmingen als württembergisches Lehen zu. Dieses Haus wurde 1536 Philipp allein zugesprochen, während Hans mit 425 Gulden entschädigt wurde. Philipp, genannt „der Grünewald“, verstarb jedoch vor seinem Onkel Hans, so dass dieser später wieder in den Genuss der württembergischen Lehen kam. Bei der Heirat von Pfalzgraf Friedrich II. 1535 war Hans Fauth in Heidelberg. 1538 vermittelte er dort in einer Streitsache zwischen dem Frauenkloster in Handschuhsheim und der Gemeinde Heddesheim. 1544 wurde er vom Pfalzgrafen mit Freckenfeld in der Rheinpfalz belehnt. 1551 übergab er seine württembergischen Lehen an Wolf von Gemmingen. Das Lehen in Freckenfeld sagte Pfalzgraf Friedrich 1552 Johann von Bettendorff zu, sofern Hans von Gemmingen ohne männliche Erben bleiben würde. Jener starb noch im selben Jahr und wurde in der Heidelberger Peterskirche begraben.
Aufgrund seiner Bestrebungen zur Umwandlungen des Mannlehens in ein Erblehen kam ein großer Teil von Hans von Gemmingens Besitz an seine Tochter Anna, darunter Haus und Güter in Hilsbach, ein Haus in Heidelberg (Gemminger Hof) sowie das halbe Dorf Stebbach. Nach ihrem Tod 1577 zog die Pfalz den Besitz in Stebbach sowie ihre Güter bei Umstadt ein. Ihre Erben verkauften einen Teil des verbliebenen Besitzes an Leonhard von Gemmingen aus der Linie Gemmingen-Michelfeld.

## Familie
Er war seit 1514 mit Susanna von Neuhausen († 28. September 1547) verheiratet.
Nachkommen:
- Anna († 1577) ⚭ Jacob von Pfrauenheim zu Ostheim († 1560), zweite Ehe mit Melchior von Gräroth
- Ursula († 1549) ⚭ Sittig von Berlips
- Margaretha († 1547) ⚭ Philipp Schlichterer